# Кучинский, Павел (художник)
Павел Кучинский (пол. Paweł Kuczyński, род. 8 декабря 1976) — польский художник. Получил известность за свои сатирические иллюстрации о современном обществе и жизни. Размышляет в на тему пороков современного общества, таких как бедность, нищета, жестокость, экологические катастрофы и войны. Известный представитель жанра политической карикатуры.
Работать в жанре карикатуры начал в 2006 году.
В 2008 году на одесском международном конкурсе карикатуры «Город и море» занял третье место.
В 2015 году получил национальную премию карикатуры «Эрик».